# 菲南
菲南（法語：Finhan，法語發音：[finɑ̃]）是法国奥克西塔尼大区塔恩-加龙省的一个市镇，属于蒙托邦区。

## 地名
该地名“Finhan”发音为[finɑ̃]而非[fɛ̃.ɑ̃]，《世界地名翻译大辞典》与《世界地名译名词典》将其误译作“凡昂”。

## 地理
菲南（43°54'45"N, 1°13'14"E）面积11.48 平方千米，位于法国奧克西塔尼大區塔恩-加龙省，该省份为法国西南部内陆省份，北起顺时针与洛特省、阿韦龙省、塔恩省、上加龙省、热尔省和洛特-加龙省接壤。
与菲南接壤的市镇（或旧市镇、城区）包括：蒙泰什、马斯格勒尼耶、蒙贝基、蒙巴尔捷。

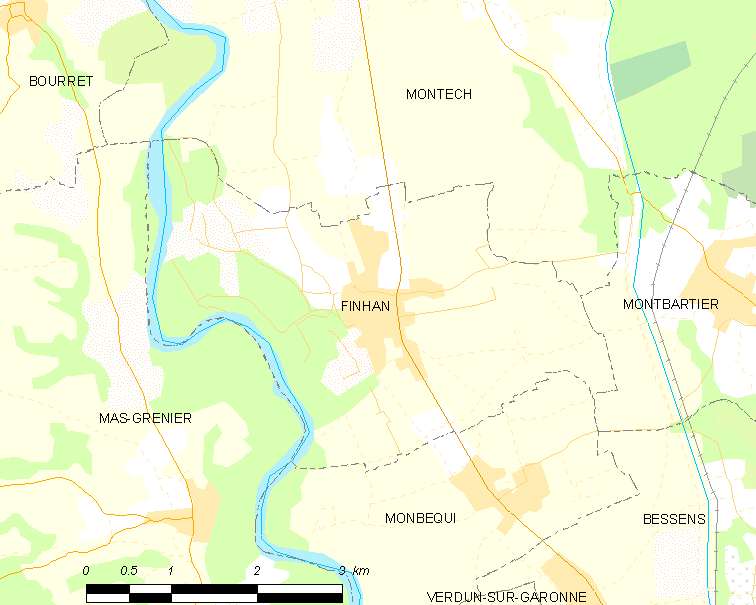
菲南的OSM定位图

菲南的时区为UTC+01:00、UTC+02:00（夏令时）。

## 行政
菲南的邮政编码为82700，INSEE市镇编码为82062。

## 政治
菲南所属的省级选区为蒙泰什县。

## 人口

1962-2008年间菲南人口变化图示

菲南于2022年1月1日时的人口数量为1475人。

## 图集

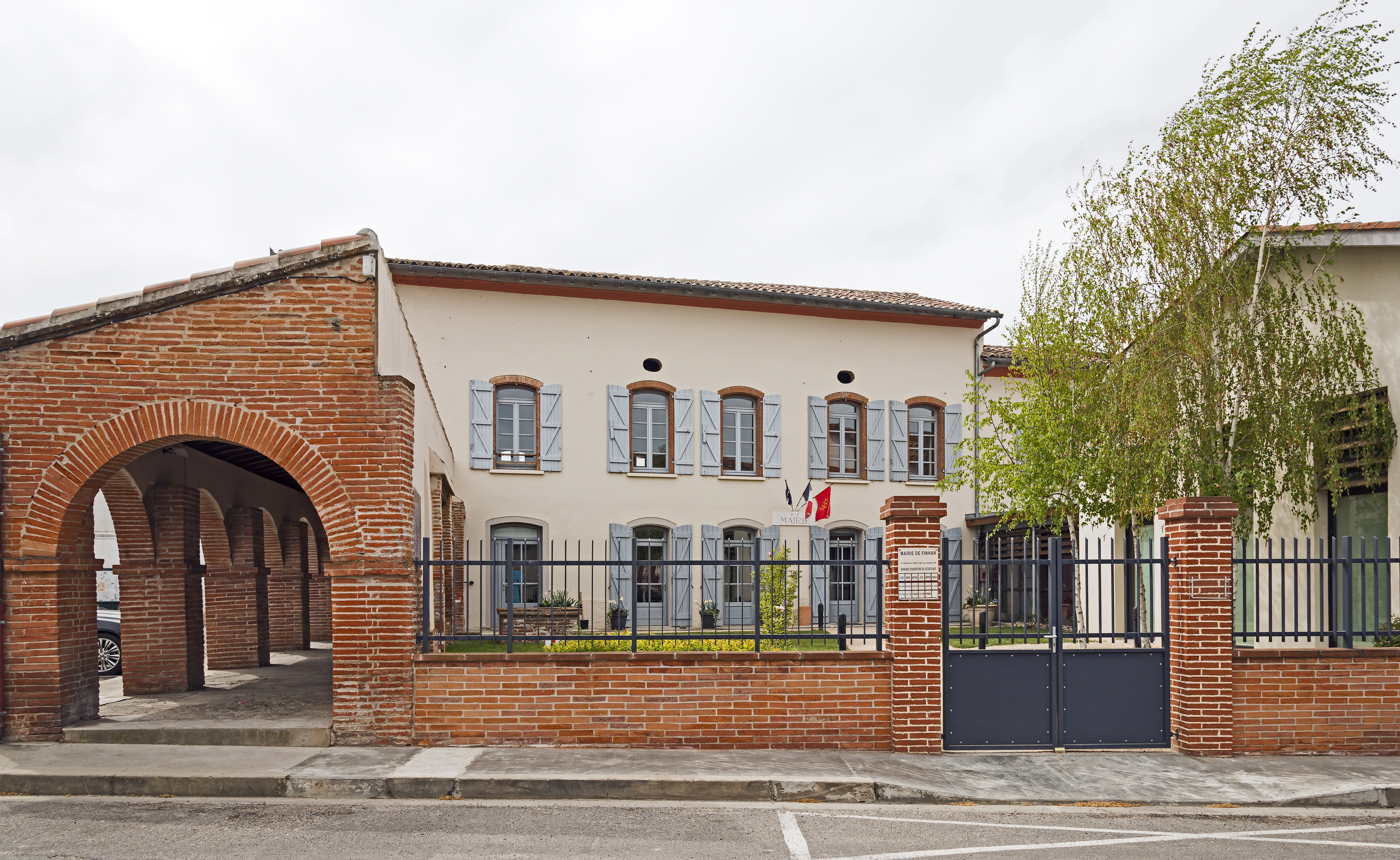
市政厅
钟楼
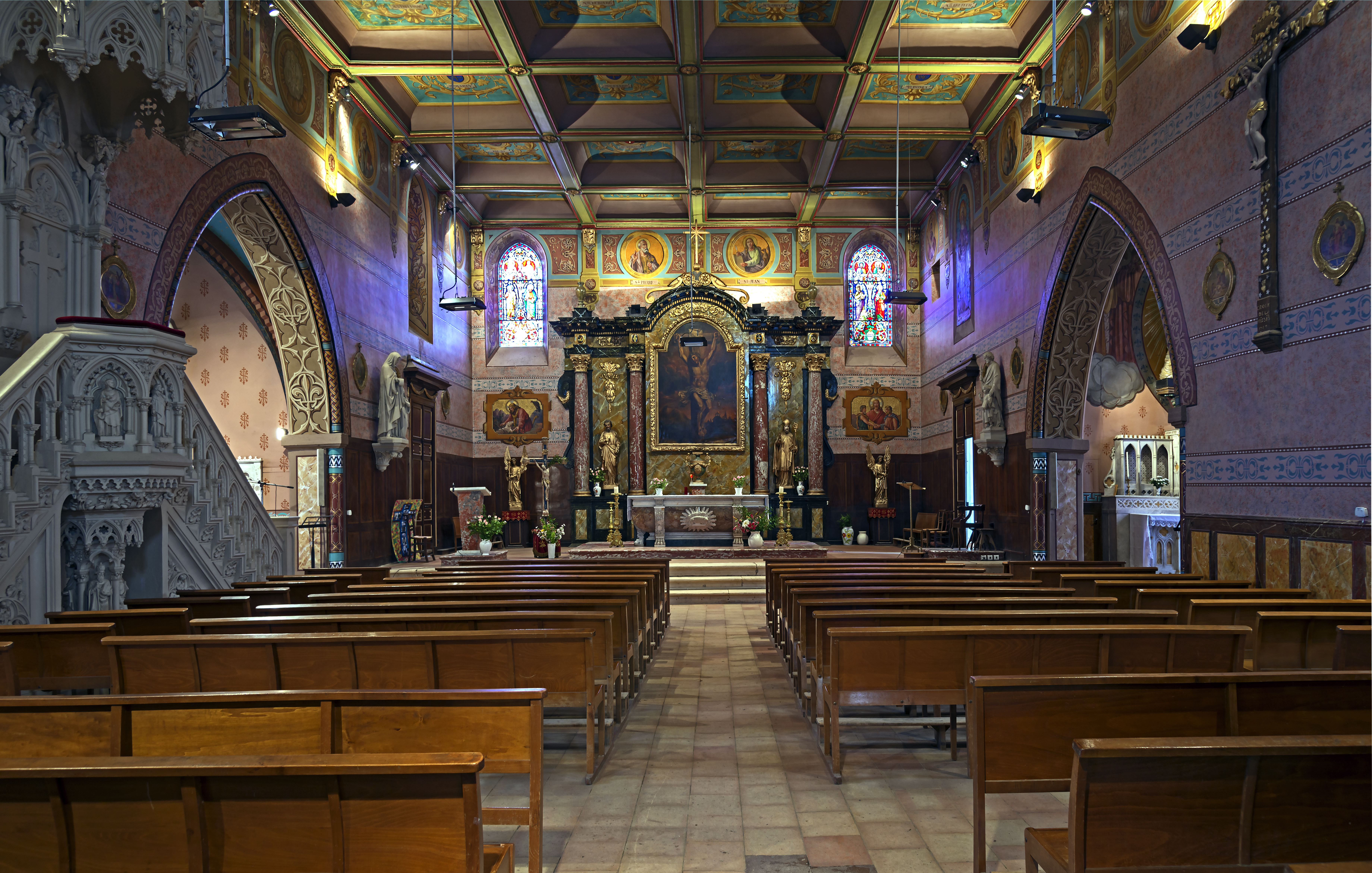
教堂内部
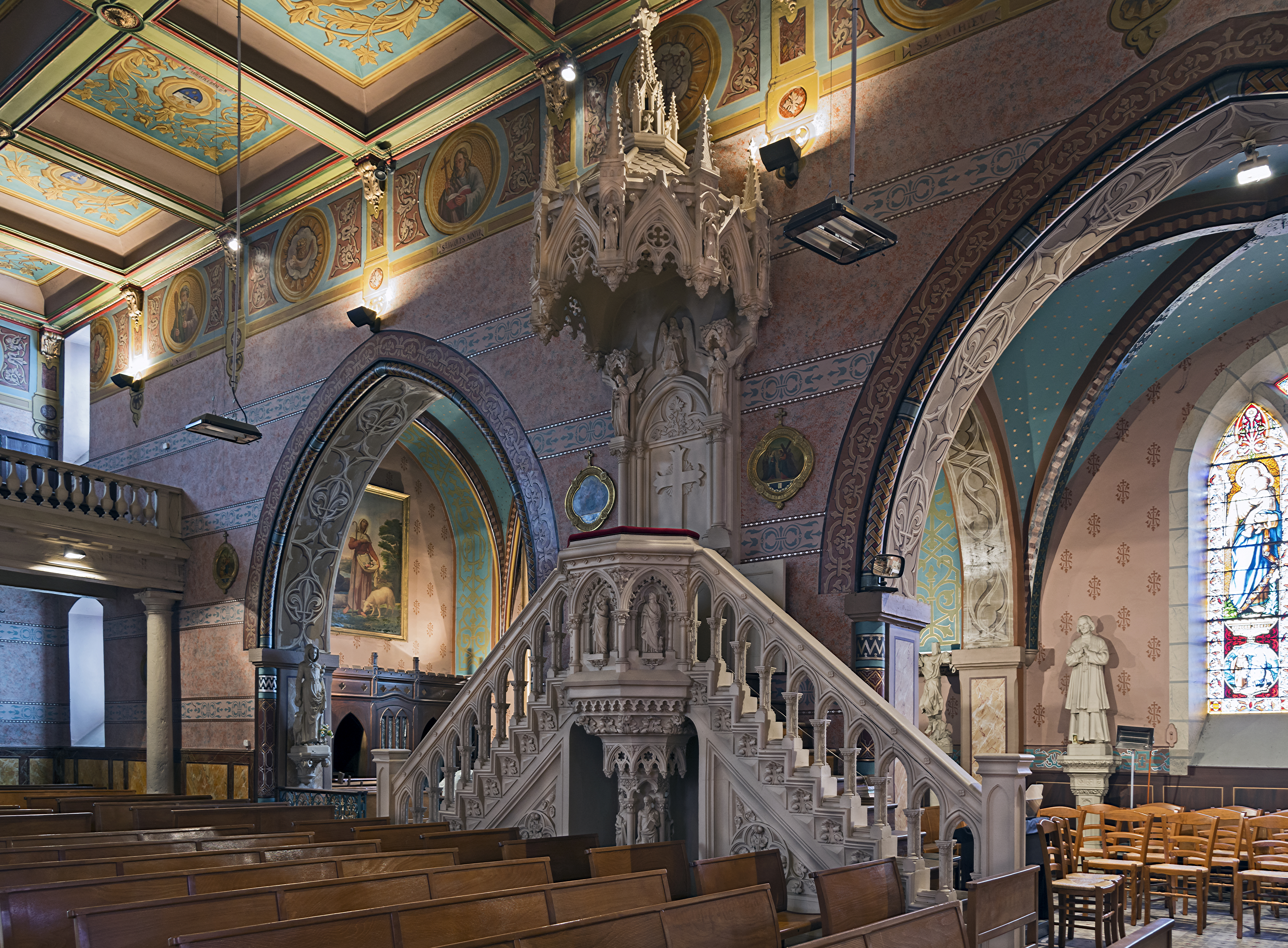
布道坛
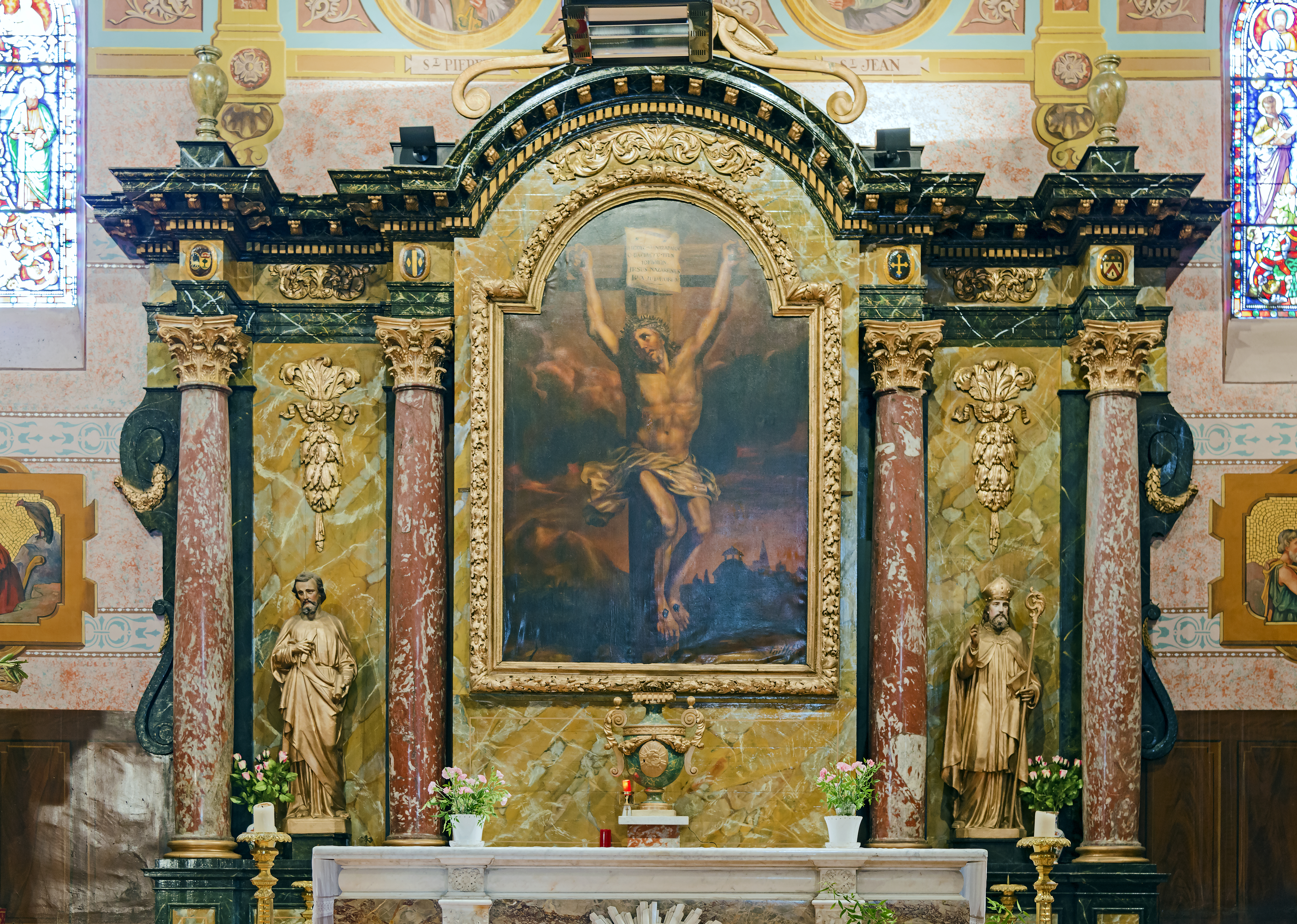
祭坛画
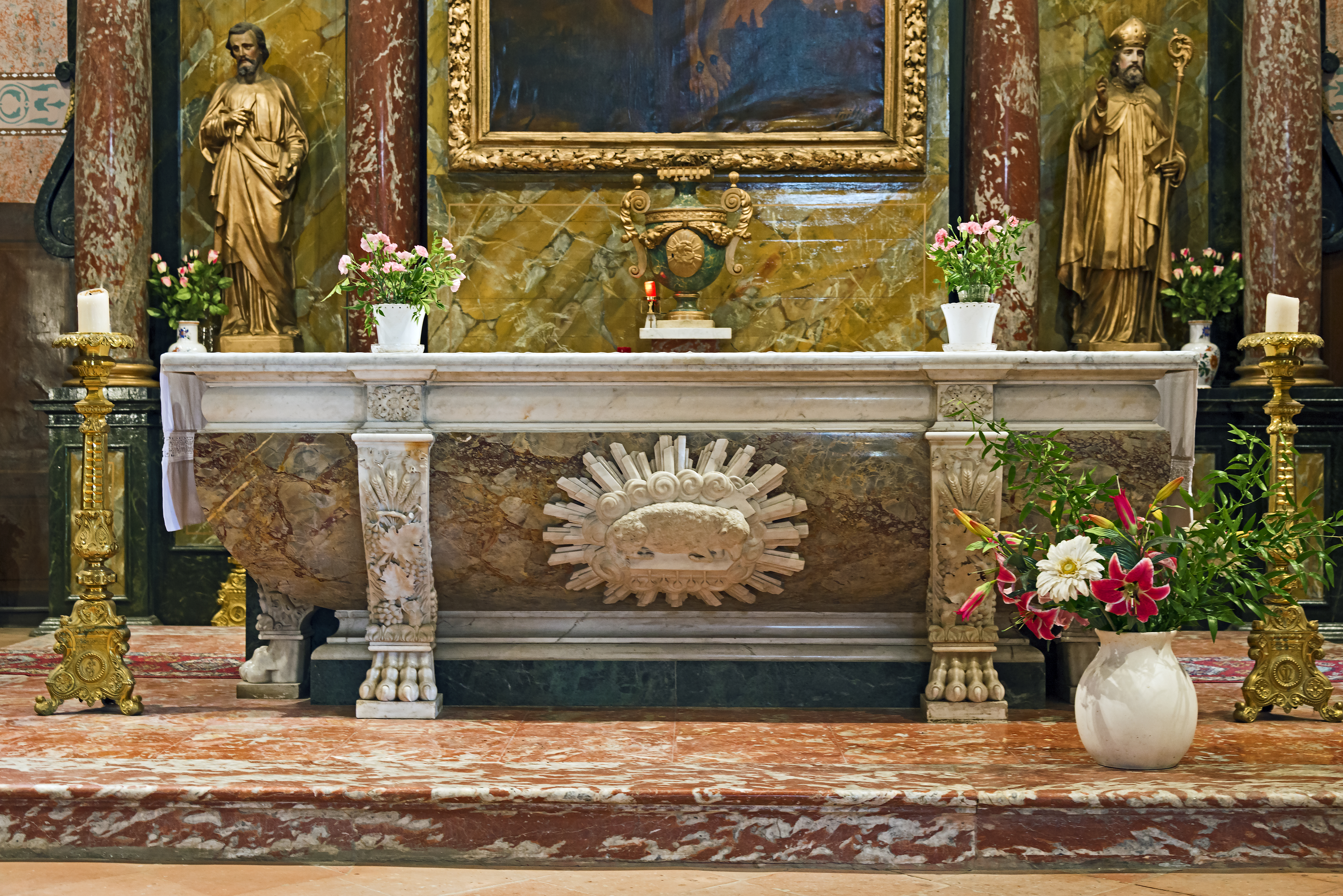
祭坛
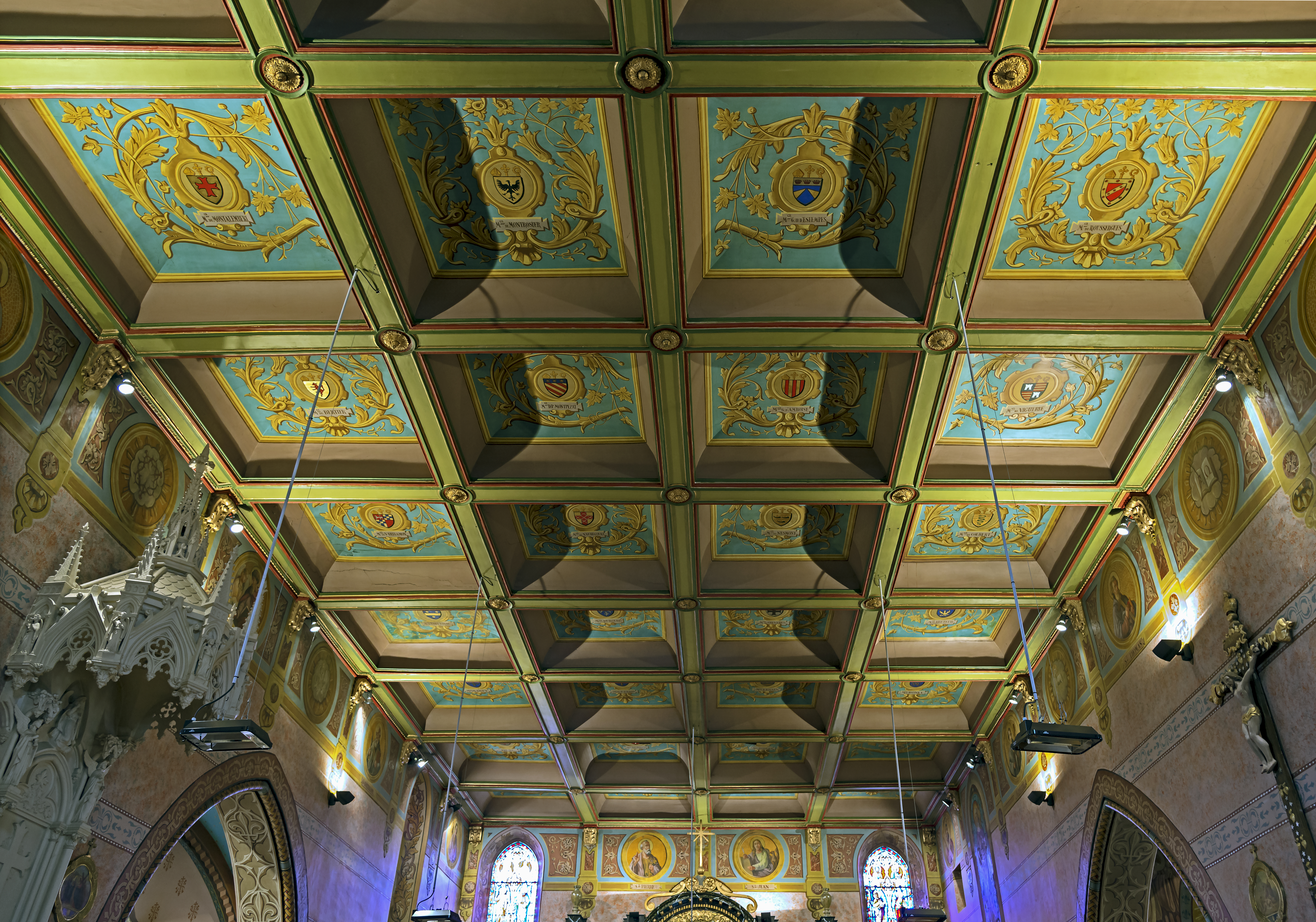
天花板
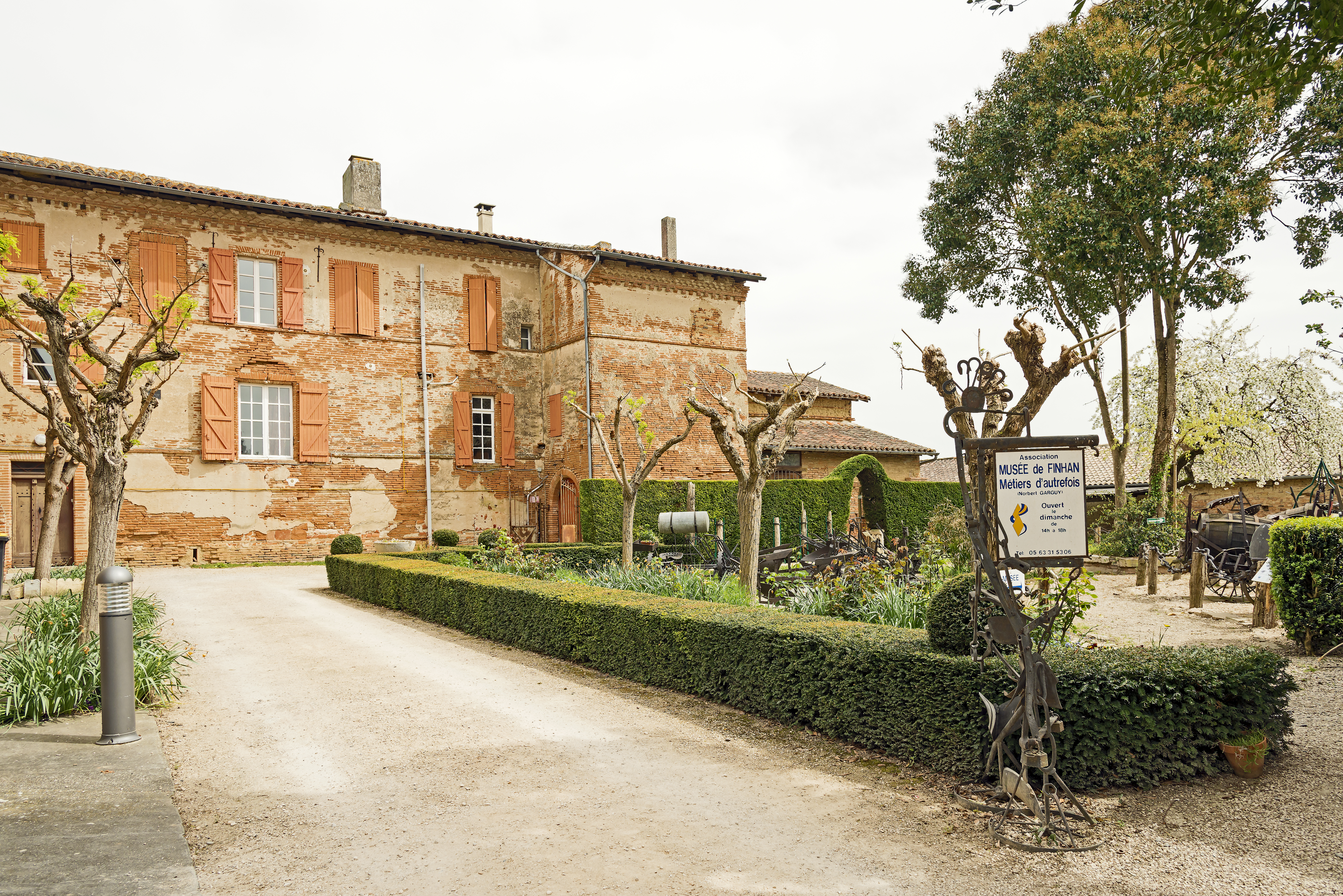
博物馆
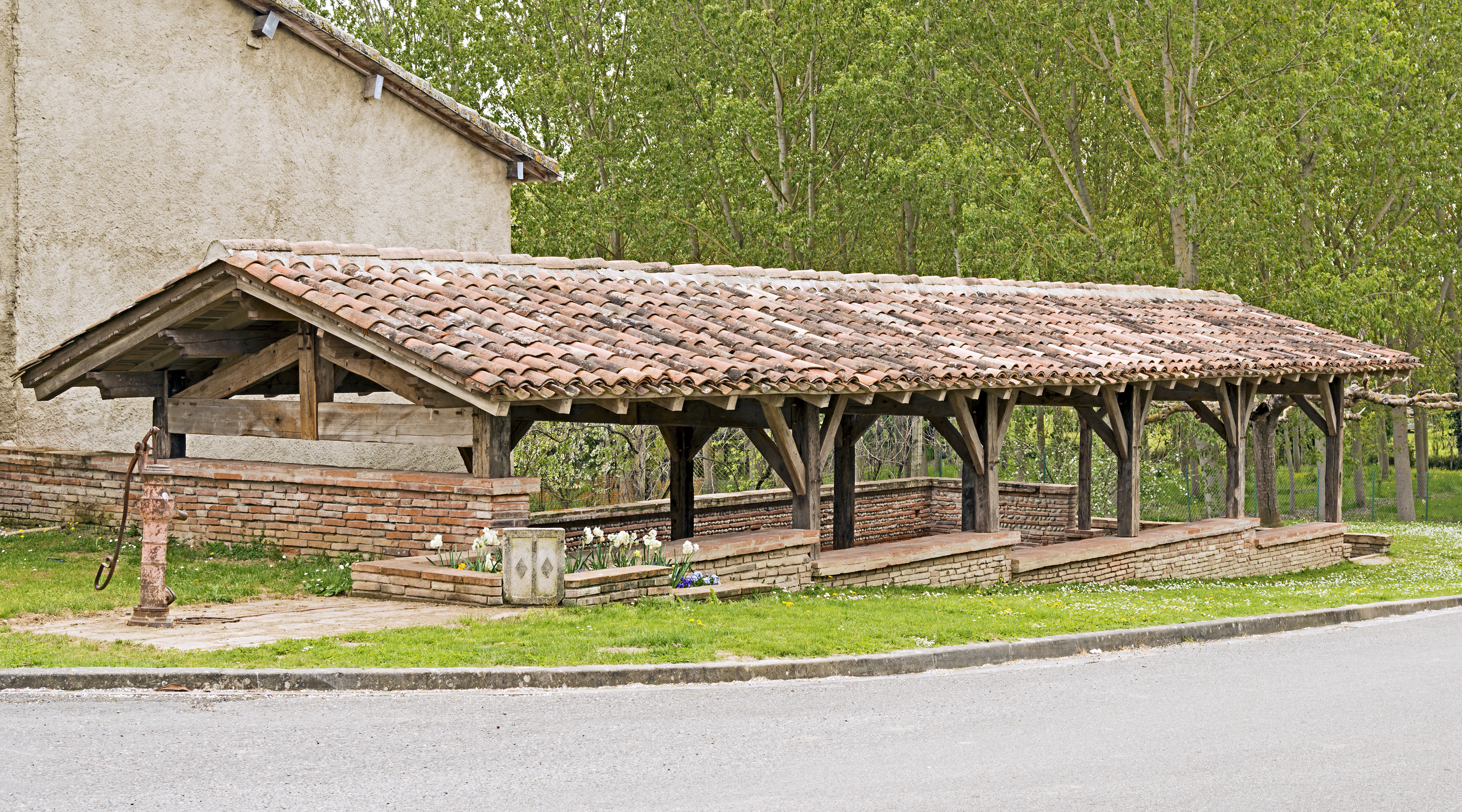
洗衣处